# Pilot (Sons of Anarchy)
"Pilot" é o episódio piloto e a estreia da série de televisão Sons of Anarchy. Foi escrito por Kurt Sutter, o criador da série, e dirigido por Allen Coulter e Michael Dinner. Originalmente, foi ao ar nos Estados Unidos em 3 de setembro de 2008.

## Enredo
Certa noite, na cidade de Charming, Califórnia, uma gangue de motoqueiros mexicano-americana chamada Mayans invadiu um depósito para roubar um carregamento de armas automáticas. Sem saber que duas mulheres estão escondidas embaixo do prédio, o líder dos Mayans, Marcus Alvarez, ordena que o armazém seja destruído. Enquanto ele está visitando uma loja de conveniência próxima, Jax Teller, o vice-presidente do Sons of Anarchy Motorcycle Club - Redwood Original (SAMCRO), testemunha a explosão resultante.
Na manhã seguinte, no local da explosão, o xerife Vic Trammel - que está na folha de pagamento da SAMCRO - diz ao presidente do clube Clay Morrow que o depósito foi destruído por incêndio criminoso, mostrando a ele os corpos das duas mulheres. Clay instrui Trammel a marcar uma reunião com os One-Niners, uma gangue de rua de East Bay que compra armas da SAMCRO. O líder dos One-Niners, Laroy Wayne, que precisa das armas da SAMCRO para cobrir um carregamento de heroína que chega, dá a Clay mais tempo para substituir as armas perdidas.
Enquanto isso, Jax mudou-se para um quarto vago na sede do clube SAMCRO depois de se separar de sua esposa grávida Wendy Case, que é viciada em metanfetamina. Olhando os pertences antigos na garagem de seus pais, Jax encontra fotos antigas de seu falecido pai John, o fundador da SAMCRO, bem como um diário escrito para Jax detalhando a história do clube. Jax é chamado para uma reunião do clube onde Juice Ortiz, oficial de inteligência da SAMCRO, rastreou as armas roubadas até os Mayans em San Leandro. Clay quer roubar de volta as armas e incendiar o local onde foram encontradas.
A mãe de Jax, Gemma Teller Morrow, encontra Wendy inconsciente, necessitando que ela seja hospitalizada e seu bebê entregue dez semanas prematuro por cesariana. Ela a leva para o hospital e liga para Jax, que também aparece no hospital. Dra. Tara Knowles, namorada de colégio de Jax, diz a ele que o bebê tem um problema cardíaco que, combinado com o abuso de drogas de Wendy, dá a ele apenas 20% de chance de sobrevivência. Jax foge do hospital sem ver seu filho recém-nascido e bate no traficante de Wendy. Mais tarde, ele pede a seu melhor amigo e membro ex-membro do clube, Opie Winston, que acompanhe o ataque ao armazém dos Mayans. Opie, um especialista em explosivos, concorda com relutância, pois foi recentemente libertado de uma sentença de prisão de cinco anos depois de ser pego durante uma operação semelhante.
Jax sugere que a SAMCRO procure outras maneiras de ganhar dinheiro além do uso de armas, mas Clay prioriza a recuperação de suas armas roubadas. Mais tarde, Clay diz a Jax que ele não pode estar "ficando frio" sobre o clube, dizendo que ele e John se sacrificaram muito para construir a SAMCRO. No hospital, Wendy pede a Jax para se livrar do estoque de drogas em sua casa antes de ser presa. Ele encontra Gemma limpando a casa. Gemma adverte Jax por abandonar o bebê, contando-lhe sobre a força dos homens da família Teller. Jax conta a Gemma sobre o diário de John, no qual seu pai afirma que SAMCRO se afastou de sua visão original de rebelião social. Naquela noite, Gemma diz a Clay para parar o novo modo de pensar de Jax, não querendo que "o fantasma de John Teller" destrua tudo que eles construíram juntos.
No dia seguinte, os membros do clube discutem a recente liberdade condicional de Ernest Darby, que lidera os Nordics, uma gangue de traficantes de metanfetamina da supremacia branca. Clay, Jax e Bobby mais tarde se encontram com Darby em um restaurante, e o avisam para manter seu tráfico de drogas fora de Charming.
No hospital, Tara recomenda que a cirurgia cardíaca de Abel aconteça hoje, e pede para falar em particular com Gemma. Ela pede que ela fale com Wendy e a deixe saber que ela tem alguém, mas Gemma diz que ela só lhe daria vitríolo. Tara pergunta se ela tem algum problema em estar envolvida no caso, ao que Gemma responde que, desde que ela seja uma boa médica, ela não poderia se importar menos. As duas discutem, com Tara alegando que ela é uma pessoa diferente de como era há 10 anos. Gemma levanta a parte de trás de sua camisa, expondo brevemente uma tatuagem de motoqueiro. Tara afirma que a guardou para lembrá-la de que seu passado ficou para trás. Gemma sai, chamando-a de vadia enquanto ela sai.
Naquela noite, Jax vai à casa de Opie para trazê-lo para a invasão e descobre que sua esposa Donna está irritada porque Opie está novamente envolvida com o clube. Jax diz a Opie para ficar com sua família e dá uma desculpa para Clay que um de seus filhos sofreu um acidente que precisava de sua atenção.
Entretanto, quando Bobby chega a Tahoe com Half-Sack, é informado pelo proprietário do clube onde se apresenta que houve um cartão duplo e que terá de o fazer para outra hora. O outro ato daquela noite também é um imitador de Elvis, mas é asiático e há uma série de turistas coreanos indo vê-lo, o que significa que ele é favorito em relação a Bobby. Half-Sack vai ao camarim do asiático e bate nele para que ele não possa se apresentar e Bobby também.
Em San Leandro, Clay, Jax, Tig e Chibs Telford foram até a cidade e logo encontraram o estoque de armas e heroína dos Mayans. No entanto, depois que eles invadem o armazém, um grupo de guardas aparece e Clay e Chibs atiram e matam os primeiros (vestindo coletes Mayans), deixando um que Clay força Jax a matar. Este homem é branco e tem uma tatuagem com a suástica, o que implica que ele é um Nord (e que os Mayans e os Nordics agora têm uma aliança). Jax está hesitante em matar o homem, o que implica que ele realmente está ficando frio sobre o clube, e Clay eventualmente o faz quando o Nord pega uma arma. O grupo então usa explosivos para explodir o esconderijo e os cadáveres no processo, antes de voltar para Charming com as armas.
Tara realiza uma cirurgia bem-sucedida em Abel e Gemma visita Wendy, ridicularizando-a e dizendo que o promotor público está retirando todas as acusações contra ela. Wendy diz que ficará limpa, agora que tem seu filho. Gemma a ameaça, dizendo que se ela tentar obter a custódia da criança, ela a matará. Gemma então devolve a Bíblia que Wendy estava lendo, agora contendo uma injeção, dando a entender que ela permitirá discretamente que Wendy cometa suicídio por overdose. Jax também retorna ao hospital e se abraça com Tara. Ela percebe o sangue em suas roupas e diz a ele para se limpar. Wendy tem uma overdose em sua cama de hospital, enquanto os médicos tentam desesperadamente salvá-la. Jax finalmente visita seu filho.

## Produção
Originalmente, Scott Glenn foi escalado para o papel de Clay Morrow e um episódio piloto inteiro foi filmado com ele. No entanto, o criador da série Kurt Sutter decidiu ir em uma direção diferente com o personagem e recriar Ron Perlman para o papel, e as cenas de Clay foram refeitas. Além disso, Emilio Rivera foi originalmente escalado como um membro do clube Sons of Anarchy chamado "Hawk", que eventualmente evoluiu para o personagem de Tig Trager. Além disso, a gangue de rua One-Niners que compra armas da SAMCRO apareceu pela primeira vez em The Shield, que Sutter produziu.

## Recepção

### Crítica
A IGN deu ao episódio piloto de Sons of Anarchy uma classificação de 7.2/10, afirmando: "À primeira vista, Sons of Anarchy não é tão seguro ou emocionante como The Shield. Charlie Hunnam é excelente como Jackson, e Perlman e Sagal são ótimos como de costume. A série parece boa, o diálogo ocasionalmente estala e a história tem possibilidades ricas. No entanto, a série anda muito perto de ser uma autoparódia. Embora Jackson possa estar tendo dúvidas sobre o estilo de vida de Sons - a série em si certamente está apaixonada com as motocicletas, as armas e a brutalidade. Isso não é bom o suficiente para recomendar sem reservas - mas se você precisar colocar sua masculinidade em - pode ser a coisa certa."

### Audiência
O episódio teve um total de 2,53 milhões de telespectadores em sua exibição original na FX, um número favorável para uma estreia de série.